# Манијаки
Манијаки (грч. Μανιάκι) је насеље у Грчкој у општини Суровичево, периферија Западна Македонија. Према попису из 2021. било је 411 становника.
На попису из 1991. године Манијаки је имала 491 становника, потомака грчких избеглица из Турске. Село сераније звало Коларица.

## Становништво
| Година       | 1951 | 1961 | 1971 | 1981 | 1991 | 2001 | 2011 |
| ------------ | ---- | ---- | ---- | ---- | ---- | ---- | ---- |
| Становништво | 451  | 255  | 379  | 507  | 491  | 526  | 484  |